# Sinna fentoni
Sinna fentoni är en fjärilsart som beskrevs av Butler 1881. Sinna fentoni ingår i släktet Sinna och familjen trågspinnare. Inga underarter finns listade i Catalogue of Life.